# Neuilly-le-Réal

Neuilly-le-Réal este o comună în departamentul Allier din centrul Franței. În 1 ianuarie 2022 avea o populație de 1.440 de locuitori.